# Тюилье, Жан Луи
Жан Луи Тюилье (фр. Jean Louis Thuillier, 22 апреля 1757 — 22 ноября 1822) — французский ботаник и садовод. 

## Биография
Жан Луи Тюилье родился 22 апреля 1757 года. 
В 1790 году в Париже была опубликована его работа Flore des environs de Paris, ou Distribution méthodique des plantes qui y croissent naturellement, exécutée d'après le système de Linnaeus. 
Жан Луи Тюилье умер в Париже 22 ноября 1822 года. 

## Научная деятельность
Жан Луи Тюилье специализировался на мохообразных, водорослях и на семенных растениях.

## Некоторые публикации
- Flore des environs de Paris, ou Distribution méthodique des plantes qui y croissent naturellement, exécutée d'après le système de Linnaeus (Veuve Desaint, Paris, 1790).

## Почести
В его честь были названы следующие виды растений: 
- Centaurea thuillieri (Dostál) J.Duvign. & Lambinon[2]
- Deschampsia thuillieri Gren. & Godr.[3]
- Rubus thuillieri Poir.[4]
- Rosa thuilleri Dalla Torre & Sarnth.[5]
- Antirrhinum thuillieri Poir.[6]
- Linaria thuillieri Mérat[7]